# Campeonato Africano de Atletismo de 2012 - Salto em altura masculino
A prova do salto em altura masculino do Campeonato Africano de Atletismo de 2012 foi disputada no dia 1 de julho de 2012 no Estádio Charles de Gaulle em Porto Novo,  no Benim. 

## Recordes
Antes desta competição, os recordes mundiais e do campeonato nesta prova eram os seguintes:
|                       | Nome                | Nacionalidade | Altura   | Local       | Data                |
| --------------------- | ------------------- | ------------- | -------- | ----------- | ------------------- |
| Recorde mundial       | Javier Sotomayor    | Cuba          | 2m 45 cm | Salamanca   | 27 de julho de 1993 |
| Recorde do campeonato | Abderrahmane Hammad | Argélia       | 2m 34cm  | Argel       | 14 de julho de 2000 |
| Recorde do campeonato | Kabelo Kgosiemang   | Botswana      | 2m 34cm  | Addis Ababa | 4 de maio de 2008   |
| Recorde africano      | Jacques Freitag     | África do Sul | 2m 38cm  | Oudtshoorn  | 5 de março de 2005  |

## Medalhistas
| Ouro                    | Prata                        | Bronze                      |
| Kabelo Kgosiemang (BOT) | Ali Mohd Younes Idriss (SUD) | Mathieu Kiplagat Sawe (KEN) |

## Cronograma
Todos os horários são locais (UTC+1).
| Data       | Hora  | Evento |
| ---------- | ----- | ------ |
| 1 de julho | 15:00 | Final  |

## Resultado final
| Posição           | Atleta                 | Nacionalidade  | 1.90 | 2.00 | 2.05 | 2.10 | 2.15 | 2.18 | 2.22 | 2.25 | 2.28 | Resultados | Notas |
| ----------------- | ---------------------- | -------------- | ---- | ---- | ---- | ---- | ---- | ---- | ---- | ---- | ---- | ---------- | ----- |
| Medalha de ouro   | Kabelo Kgosiemang      | Botswana       | –    | –    | –    | o    | o    | xxo  | xxo  | xo   | xxx  | 2.25       |       |
| Medalha de prata  | Ali Mohd Younes Idriss | Sudão          | –    | –    | –    | xo   | o    | xxx  |      |      |      | 2.15       |       |
| Medalha de bronze | Mathieu Kiplagat Sawe  | Quênia         | –    | o    | o    | xxo  | o    | xxx  |      |      |      | 2.15       |       |
| 4                 | William Woodcock       | Seicheles      | –    | xxo  | xo   | o    | xxx  |      |      |      |      | 2.10       |       |
| 5                 | Jan Steytler           | África do Sul  | –    | o    | xxx  |      |      |      |      |      |      | 2.00       |       |
| 6                 | Jah Bennett            | Libéria        | –    | xo   | xxx  |      |      |      |      |      |      | 2.00       |       |
| 7                 | Romain Akpo            | Benim          | o    | xxx  |      |      |      |      |      |      |      | 1.90       |       |
| 7                 | Manirou Dembele        | Senegal        | o    | xxx  |      |      |      |      |      |      |      | 1.90       |       |
| 09 !              | Hubert de Beer         | África do Sul  | xxx  |      |      |      |      |      |      |      |      | NM         |       |
| 09 !              | Boubacar Séré          | Burquina Fasso | –    | xxx  |      |      |      |      |      |      |      | NM         |       |
| 10 !              | Abrahams Nikiema       | Burquina Fasso |      |      |      |      |      |      |      |      |      | DNS        |       |
| 10 !              | Romeo N'tia            | Benim          |      |      |      |      |      |      |      |      |      | DNS        |       |

Legenda
| Recorde mundial       | Recorde mundial (World record)               |                       | Recorde africano                      | Recorde africano (African) |                                           | Q | Classificado por posição (Qualified) |
| Recorde do campeonato | Recorde do campeonato (Championship record)  | Recorde da América    | Recorde da América (Americas)         | q                          | Classificado por melhor tempo (Qualified) |   |                                      |
| Melhor marca do ano   | Melhor marca do ano (World leading)          | Recorde asiático      | Recorde asiático (Asian)              | DNS                        | Não largou (Did not start)                |   |                                      |
| Recorde nacional      | Recorde nacional (National record)           | Recorde europeu       | Recorde europeu (European)            | DNF                        | Não terminou (Did not finish)             |   |                                      |
| Recorde pessoal       | Recorde pessoal do atleta (Personal best)    | Recorde da Oceania    | Recorde da Oceania (Oceania)          | DSQ / DQ                   | Desclassificado (Disqualified)            |   |                                      |
| Recorde da temporada  | Recorde da temporada do atleta (Season best) | Recorde sul-americano | Recorde sul-americano (South America) | NM                         | Sem marca (No mark)                       |   |                                      |